# SWIFT
SWIFT (Hiệp hội Viễn thông Tài chính Liên ngân hàng Toàn cầu) là một tổ chức hợp tác của Bỉ cung cấp các dịch vụ liên quan đến việc thực hiện các giao dịch tài chính và thanh toán giữa các ngân hàng trên toàn thế giới. 

### Chức năng chính
SWIFT đóng vai trò là mạng lưới thông điệp chính mà qua đó thanh toán quốc tế được thực hiện. Nó cũng bán phần mềm và dịch vụ cho các tổ chức tài chính, chủ yếu để sử dụng trên "SWIFTNet" độc quyền của nó và chỉ định tiêu chuẩn (ISO) 9362 Mã định danh doanh nghiệp (BIC), thường được gọi là "mã SWIFT".
Mạng SWIFT là một thành phần của hệ thống thanh toán toàn cầu. SWIFT đóng vai trò là người vận chuyển "thông điệp chứa các hướng dẫn thanh toán giữa các tổ chức tài chính liên quan đến giao dịch". Tuy nhiên, tổ chức không quản lý tài khoản thay mặt cho các cá nhân hoặc tổ chức tài chính, và tổ chức không giữ tiền từ các bên thứ ba. Nó cũng không thực hiện chức năng thanh toán bù trừ . Sau khi một khoản thanh toán đã được thực hiện, khoản đó phải được giải quyết thông qua hệ thống thanh toán , chẳng hạn như TARGET2 ở Châu Âu. Trong bối cảnh giao dịch xuyên biên giới, bước này thường diễn ra thông qua các tài khoản ngân hàng đại lý mà các tổ chức tài chính có với nhau.

### Tầm quan trọng
Tính đến năm 2018, khoảng một nửa trong số tất cả các khoản thanh toán xuyên biên giới có giá trị cao trên toàn thế giới đã sử dụng mạng SWIFT và vào năm 2015, SWIFT đã liên kết hơn 11.000 tổ chức tài chính tại hơn 200 quốc gia và vùng lãnh thổ, những người đã trao đổi trung bình hơn 32 triệu tin nhắn mỗi ngày (so với mức trung bình 2,4 triệu tin nhắn hàng ngày vào năm 1995).

### Hạn chế
Mặc dù được sử dụng rộng rãi, SWIFT đã bị chỉ trích vì tính kém hiệu quả của nó. Vào năm 2018, Financial Times có trụ sở tại London lưu ý rằng các khoản chuyển khoản thường "đi qua nhiều ngân hàng trước khi đến đích cuối cùng, khiến họ mất thời gian, chi phí và thiếu minh bạch về số tiền sẽ đến đầu dây bên kia". SWIFT kể từ đó đã giới thiệu một dịch vụ cải tiến có tên "Đổi mới thanh toán toàn cầu" (GPI), tuyên bố rằng dịch vụ này đã được 165 ngân hàng áp dụng và đã hoàn thành một nửa khoản thanh toán trong vòng 30 phút.  

### Một số đặc điểm khác
Là một tổ chức xã hội hợp tác theo luật của Bỉ , SWIFT thuộc sở hữu của các tổ chức tài chính thành viên. Nó có trụ sở chính tại La Hulpe , Bỉ, gần Brussels ; Tòa nhà chính của nó được thiết kế bởi Ricardo Bofill Taller de Arquitectura và hoàn thành vào năm 1989. Chủ tịch SWIFT là Yawar Shah của Pakistan  và CEO của nó là Javier Pérez-Tasso của Tây Ban Nha . SWIFT tổ chức một hội nghị thường niên, được gọi là Sibos , đặc biệt nhằm vào ngành dịch vụ tài chính .

## Lịch sử
SWIFT được thành lập tại Brussels vào ngày 3 tháng 5 năm 1973 dưới sự lãnh đạo của Giám đốc điều hành người Thụy Điển, Carl Reuterskiöld (1973-1989), một cựu nhân viên của Wallenberg -owned Skandinaviska Enskilda Banken , và được hỗ trợ bởi 239 ngân hàng tại 15 quốc gia.
Trước khi thành lập, các giao dịch tài chính quốc tế được giao tiếp qua Telex , một hệ thống công cộng liên quan đến việc viết và đọc các tin nhắn theo cách thủ công. SWIFT được thành lập vì lo sợ điều gì có thể xảy ra nếu một thực thể tư nhân và hoàn toàn của Mỹ kiểm soát các dòng tài chính toàn cầu – cái mà trước đây là Ngân hàng Thành phố Quốc gia Đầu tiên.(FNCB) của New York - sau này là Citibank. Để đáp lại giao thức của FNCB, các đối thủ cạnh tranh của FNCB ở Mỹ và Châu Âu đã thúc đẩy một "hệ thống nhắn tin thay thế có thể thay thế các nhà cung cấp công cộng và tăng tốc quá trình thanh toán". SWIFT bắt đầu thiết lập các tiêu chuẩn chung cho các giao dịch tài chính và một hệ thống xử lý dữ liệu dùng chung và mạng lưới truyền thông trên toàn thế giới do Logica thiết kế và Burroughs Corporation phát triển . 
Quy trình hoạt động cơ bản và quy tắc trách nhiệm pháp lý được thiết lập vào năm 1975, và thông điệp đầu tiên được gửi vào năm 1977. Trung tâm hoạt động quốc tế (ngoài châu Âu) đầu tiên của SWIFT do Thống đốc John N. Dalton khai trương.của Virginia năm 1979.

## Tiêu chuẩn
SWIFT đã trở thành tiêu chuẩn công nghiệp cho cú pháp trong tin nhắn tài chính. Các thông báo được định dạng theo tiêu chuẩn SWIFT có thể được đọc và xử lý bởi nhiều hệ thống xử lý tài chính nổi tiếng, cho dù thông báo đó có được truyền qua mạng SWIFT hay không. SWIFT hợp tác với các tổ chức quốc tế để xác định các tiêu chuẩn cho định dạng và nội dung tin nhắn. SWIFT cũng là Cơ quan đăng ký (RA) cho các tiêu chuẩn ISO sau:
·   	ISO 9362 : 1994 Ngân hàng - Thông điệp viễn thông ngân hàng - Mã định danh ngân hàng
·   	ISO 10383 : 2003 Chứng khoán và các công cụ tài chính liên quan - Mã trao đổi và xác định thị trường (MIC)
·   	ISO 13616 : 2003 IBAN Registry
·   	ISO 15022 : 1999 Securities - Scheme for message (Data Field Dictionary) (thay thế ISO 7775)
·   	ISO 20022 -1: 2004 và ISO 20022-2: 2007 Dịch vụ tài chính - Sơ đồ thông điệp toàn cầu về ngành tài chính
Trong RFC 3615 urn: swift: được định nghĩa là Tên tài nguyên thống nhất (URN) cho SWIFT FIN.

## Trung tâm điều hành
Mạng bảo mật SWIFT được điều hành từ ba trung tâm dữ liệu , đặt tại Hoa Kỳ, Hà Lan và Thụy Sĩ. Các trung tâm này chia sẻ thông tin theo thời gian thực. Trong trường hợp một trong các trung tâm dữ liệu bị lỗi, một trung tâm khác có thể xử lý lưu lượng của mạng hoàn chỉnh. SWIFT sử dụng cáp thông tin liên lạc dưới biển để truyền dữ liệu của nó.
Ngay sau khi mở trung tâm dữ liệu thứ ba tại Thụy Sĩ vào năm 2009, SWIFT đã giới thiệu kiến trúc phân tán mới với hai khu vực nhắn tin, Châu Âu và Xuyên Đại Tây Dương, vì vậy dữ liệu từ các thành viên SWIFT Châu Âu không còn được thông qua trung tâm dữ liệu của Hoa Kỳ. Thông điệp khu vực châu Âu được lưu trữ tại Hà Lan và một phần của trung tâm điều hành Thụy Sĩ; Thông điệp khu vực xuyên Đại Tây Dương được lưu trữ tại Hoa Kỳ và trong một phần khác của trung tâm điều hành Thụy Sĩ được tách biệt với các thông điệp khu vực châu Âu. Các quốc gia bên ngoài châu Âu theo mặc định được phân bổ cho khu vực xuyên Đại Tây Dương, nhưng có thể chọn lưu trữ thông điệp của họ trong khu vực châu Âu.

## Mạng SWIFTNet
SWIFT đã chuyển sang cơ sở hạ tầng mạng IP hiện tại, được gọi là SWIFTNet, từ năm 2001 đến năm 2005, cung cấp sự thay thế hoàn toàn cho cơ sở hạ tầng X.25 trước đó . Quá trình này liên quan đến việc phát triển các giao thức mới tạo điều kiện cho việc nhắn tin hiệu quả, sử dụng các tiêu chuẩn tin nhắn hiện có và mới. Công nghệ áp dụng được chọn để phát triển các giao thức là XML , nơi nó hiện cung cấp một trình bao bọc xung quanh tất cả các thông điệp kế thừa hoặc hiện thời. Các giao thức giao tiếp có thể được chia thành:
| Tương tác - SWIFTNet InterAct Realtime - SWIFTNet InterAct Store và Chuyển tiếp | FileAct - SWIFTNet FileAct Thời gian thực - SWIFTNet FileAct Store và Chuyển tiếp | Duyệt qua - Duyệt qua SWIFTNet |

### Cấu trúc
SWIFT cung cấp một cơ chế lưu trữ và chuyển tiếp tập trung, với một số quản lý giao dịch. Để ngân hàng A gửi một tin nhắn đến ngân hàng B cùng với một bản sao hoặc ủy quyền liên quan đến tổ chức C, nó sẽ định dạng thông điệp theo tiêu chuẩn và gửi một cách an toàn đến SWIFT. SWIFT đảm bảo giao hàng an toàn và đáng tin cậy cho B sau hành động thích hợp của C. Các bảo đảm của SWIFT chủ yếu dựa trên khả năng dự phòng cao của phần cứng, phần mềm và con người.

### SWIFTNet giai đoạn 2
Trong suốt năm 2007 và 2008, toàn bộ mạng SWIFT đã di chuyển cơ sở hạ tầng của nó sang một giao thức mới gọi là SWIFTNet Giai đoạn 2. Sự khác biệt chính giữa Giai đoạn 2 và sự sắp xếp trước đây là Giai đoạn 2 yêu cầu các ngân hàng kết nối với mạng để sử dụng Ứng dụng Quản lý Mối quan hệ (RMA) thay vì hệ thống trao đổi khóa song phương (BKE) trước đây. Theo cơ sở dữ liệu thông tin công khai của SWIFT về chủ đề này, phần mềm RMA cuối cùng phải chứng minh được tính an toàn hơn và dễ cập nhật hơn; tuy nhiên, việc chuyển đổi sang hệ thống RMA có nghĩa là hàng nghìn ngân hàng trên thế giới phải cập nhật hệ thống thanh toán quốc tế của họ để tuân thủ các tiêu chuẩn mới. RMA thay thế hoàn toàn BKE vào ngày 1 tháng 1 năm 2009.

## Sản phẩm và giao diện
SWIFT có thể coi là một số khái niệm trong thế giới tài chính:
1. một mạng an toàn để truyền thông điệp giữa các tổ chức tài chính;
2. một tập hợp các tiêu chuẩn cú pháp cho tin nhắn tài chính (để truyền qua SWIFTNet hoặc bất kỳ mạng nào khác)
3. một bộ phần mềm và dịch vụ kết nối cho phép các tổ chức tài chính truyền thông điệp qua mạng SWIFT.

Theo 3 điều trên, SWIFT cung cấp các giải pháp chìa khóa trao tay cho các thành viên, bao gồm các khách hàng liên kết để tạo điều kiện kết nối với mạng SWIFT và CBT, hoặc "thiết bị đầu cuối dựa trên máy tính" mà các thành viên sử dụng để quản lý việc gửi và nhận thông điệp của họ. Một số giao diện và CBT nổi tiếng hơn được cung cấp cho các thành viên của họ là:
- Phần mềm SWIFTNet Link (SNL) được cài đặt trên trang web của khách hàng SWIFT và mở kết nối với SWIFTNet. Các ứng dụng khác chỉ có thể giao tiếp với SWIFTNet thông qua SNL.
- Phần mềm Alliance Gateway (SAG) với các giao diện (ví dụ: RAHA = Bộ điều hợp Máy chủ Truy cập Từ xa), cho phép các sản phẩm phần mềm khác sử dụng SNL để kết nối với SWIFTNet
- Giao diện máy tính để bàn Alliance WebStation (SAB) cho SWIFT Alliance Gateway với một số tùy chọn sử dụng:
  1. Quyền truy cập quản trị vào SAG
  2. Kết nối trực tiếp SWIFTNet bởi SAG, để quản lý Chứng chỉ SWIFT
  3. Kết nối Duyệt tới SWIFTNet (cũng bởi SAG) để sử dụng các dịch vụ bổ sung, ví dụ Target2
- Alliance Access (SAA) và Alliance Messaging Hub (AMH) là các ứng dụng phần mềm nhắn tin chính của SWIFT, cho phép tạo tin nhắn cho các tin nhắn FIN , định tuyến và giám sát các tin nhắn FIN và MX . Các giao diện chính là FTA (tự động truyền tệp, không phải FTP) và MQSA, một giao diện WebSphere MQ .
- Alliance Workstation (SAW) là phần mềm máy tính để bàn để quản trị, giám sát và tạo thông báo FIN. Vì Alliance Access chưa có khả năng tạo tin nhắn MX nên Alliance Messenger (SAM) phải được sử dụng cho mục đích này.
- Alliance Web Platform (SWP) dưới dạng giao diện máy tính để bàn máy khách mỏng mới được cung cấp như một giải pháp thay thế cho Alliance WebStation hiện có, Alliance Workstation (sắp có) và Alliance Messenger.
- Alliance Integrator  được xây dựng trên Java Caps của Oracle , cho phép các ứng dụng văn phòng của khách hàng kết nối với Alliance Access hoặc Alliance Entry..
- Alliance Lite2 rất an toàn và đáng tin cậy, dựa trên đám mây để kết nối với mạng SWIFT, là phiên bản nhẹ của Alliance Access đặc biệt nhắm mục tiêu đến những khách hàng có lưu lượng truy cập thấp.

### Dịch vụ
Có bốn lĩnh vực chính mà dịch vụ SWIFT nằm trong thị trường tài chính: chứng khoán , kho bạc & các công cụ phái sinh , dịch vụ thương mại. và quản lý thanh toán và tiền mặt.
| Chứng khoán - SWIFTNet FIX (lỗi thời) - Phân phối dữ liệu SWIFTNet - Quỹ SWIFTNet - Hiệp định SWIFTNet cho Chứng khoán ( hết hiệu lực vào tháng 10 năm 2017 ) | Kho bạc và các công cụ phái sinh - Hợp đồng SWIFTNet cho Kho bạc ( hết hiệu lực vào tháng 10 năm 2017 ) - Khẳng định SWIFTNet - Dịch vụ bên thứ ba SWIFTNet CLS | Quản lý tiền mặt - Thanh toán hàng loạt SWIFTNet - Báo cáo tiền mặt SWIFTNet - Điều tra và Ngoại lệ SWIFTNet | Dịch vụ thương mại - SWIFTNet Dịch vụ Thương mại Tiện ích |

·         SWIFTREF
Swift Ref, tiện ích dữ liệu tham chiếu thanh toán toàn cầu, là dịch vụ dữ liệu tham chiếu duy nhất của SWIFT. Swift Ref lấy nguồn dữ liệu trực tiếp từ những người khởi tạo dữ liệu, bao gồm ngân hàng trung ương, tổ chức phát hành mã và ngân hàng, giúp người phát hành và người khởi tạo dễ dàng duy trì dữ liệu thường xuyên và kỹ lưỡng. SWIFTRef liên tục xác thực và kiểm tra chéo dữ liệu trên các tập dữ liệu khác nhau.
·         Thư SWIFTNet
SWIFT cung cấp dịch vụ nhắn tin giữa người với người an toàn, SWIFTNet Mail, hoạt động vào ngày 16 tháng 5 năm 2007. Ứng dụng khách SWIFT có thể định cấu hình cơ sở hạ tầng email hiện có của họ để chuyển các thông điệp email qua mạng SWIFTNet có độ bảo mật cao và đáng tin cậy thay vì mở Internet. SWIFTNet Mail được thiết kế để chuyển an toàn các tài liệu kinh doanh nhạy cảm, chẳng hạn như hóa đơn, hợp đồng và các bên ký kết, và được thiết kế để thay thế các dịch vụ telex và chuyển phát nhanh hiện có, cũng như truyền dữ liệu nhạy cảm về bảo mật qua Internet mở. Bảy tổ chức tài chính, bao gồm HSBC , FirstRand Bank , Clearstream , DnB NOR , Nedbank và Standard Bank của Nam Phi, cũng như SWIFT đã thử nghiệm dịch vụ này.  

## Sự can thiệp của chính phủ Mỹ

### Chương trình theo dõi khủng bố
Một loạt các bài báo được xuất bản vào ngày 23 tháng 6 năm 2006 trên The New York Times , The Wall Street Journal và Los Angeles Times đã tiết lộ một chương trình, được đặt tên là Chương trình Theo dõi Tài chính Khủng bố , mà Bộ Tài chính Hoa Kỳ , Cơ quan Tình báo Trung ương (CIA) , và các cơ quan chính phủ khác của Hoa Kỳ đã khởi xướng sau vụ tấn công ngày 11 tháng 9 để giành quyền truy cập vào cơ sở dữ liệu giao dịch SWIFT.
Sau khi xuất bản các bài báo này, SWIFT nhanh chóng chịu áp lực vì đã xâm phạm quyền riêng tư dữ liệu của khách hàng bằng cách cho phép các chính phủ truy cập vào thông tin cá nhân nhạy cảm.

### Giám sát bởi NSA
Der Spiegel (một tạp chí tin tức tuần của Đức)  đã báo cáo vào tháng 9 năm 2013 rằng Cơ quan An ninh Quốc gia (NSA) giám sát rộng rãi các giao dịch ngân hàng qua SWIFT, cũng như các giao dịch thẻ tín dụng. NSA đã chặn và lưu giữ dữ liệu từ mạng SWIFT được hàng nghìn ngân hàng sử dụng để gửi thông tin giao dịch một cách an toàn. SWIFT được đặt tên là "mục tiêu", theo các tài liệu bị rò rỉ bởi Edward Snowden . Các tài liệu tiết lộ rằng NSA theo dõi SWIFT bằng nhiều phương pháp khác nhau, bao gồm cả việc đọc "lưu lượng máy in SWIFT từ nhiều ngân hàng".Vào tháng 4 năm 2017, một nhóm được gọi là Shadow Brokers đã phát hành các tệp được cho là từ NSA cho thấy rằng cơ quan này đã giám sát các giao dịch tài chính được thực hiện thông qua SWIFT.

## Sử dụng trong các biện pháp trừng phạt

### Belarus
Liên minh châu Âu đã ban hành bộ lệnh trừng phạt đầu tiên đối với Belarus - lệnh đầu tiên được đưa ra vào ngày 27 tháng 2 năm 2022, cấm một số loại mặt hàng của Belarus tại EU, bao gồm gỗ, thép, nhiên liệu khoáng sản và thuốc lá. Sau khi thủ tướng Litva đề xuất tách Belarus khỏi SWIFT, Liên minh châu Âu , vốn không công nhận Lukashenko là Tổng thống hợp pháp của Belarus , bắt đầu lên kế hoạch gia hạn các lệnh trừng phạt đã ban hành đối với các thực thể và quan chức hàng đầu của Nga để đồng minh của nó.

### Iran
Vào tháng 1 năm 2012, nhóm vận động United Against Nuclear Iran (UANI) đã thực hiện một chiến dịch kêu gọi SWIFT chấm dứt mọi quan hệ với hệ thống ngân hàng của Iran, bao gồm cả Ngân hàng Trung ương Iran . UANI khẳng định rằng tư cách thành viên của Iran trong SWIFT đã vi phạm các lệnh trừng phạt tài chính của Hoa Kỳ và EU đối với Iran cũng như các quy tắc công ty của SWIFT.
Do đó, vào tháng 2 năm 2012, Ủy ban Ngân hàng Thượng viện Hoa Kỳ đã nhất trí thông qua các biện pháp trừng phạt chống lại SWIFT nhằm gây áp lực buộc nó phải chấm dứt quan hệ với các ngân hàng nằm trong danh sách đen của Iran. Việc trục xuất các ngân hàng Iran khỏi SWIFT có thể sẽ khiến Iran không được tiếp cận với doanh thu hàng tỷ đô la bằng SWIFT nhưng không sử dụng IVTS . Mark Wallace , chủ tịch của UANI, đã ca ngợi Ủy ban Ngân hàng Thượng viện.
Vào tháng 2 năm 2016, hầu hết các ngân hàng Iran đã kết nối lại với mạng lưới sau khi dỡ bỏ các lệnh trừng phạt do Kế hoạch Hành động Toàn diện chung .

### Nga
Tương tự, vào tháng 8 năm 2014, Vương quốc Anh đã lên kế hoạch thúc ép EU ngăn chặn việc Nga sử dụng SWIFT như một biện pháp trừng phạt do sự can thiệp quân sự của Nga vào Ukraine .Tuy nhiên, SWIFT từ chối làm như vậy. SPFS , một chất tương đương SWIFT có trụ sở tại Nga, được Ngân hàng Trung ương Nga tạo ra như một biện pháp dự phòng.
Trong cuộc khủng hoảng Nga-Ukraine 2021–2022 , Hoa Kỳ đã phát triển các biện pháp trừng phạt sơ bộ có thể có đối với Nga, nhưng loại trừ việc cấm Nga tham gia SWIFT. Sau cuộc xâm lược của Nga vào Ukraine năm 2022 , các bộ trưởng ngoại giao của Litva, Latvia và Estonia đã kêu gọi cắt Nga khỏi SWIFT. Tuy nhiên, các quốc gia thành viên EU khác tỏ ra miễn cưỡng, cả vì các bên cho vay châu Âu nắm giữ phần lớn trong số gần 30 tỷ USD tiếp xúc của các ngân hàng nước ngoài với Nga và vì Nga đã phát triển giải pháp thay thế SPFS. Liên minh châu Âu, Vương quốc Anh, Canada và Hoa Kỳ cuối cùng đã đồng ý loại bỏ các ngân hàng Nga được chọn khỏi hệ thống nhắn tin SWIFT để đối phó với cuộc xâm lược Ukraine năm 2022 của Nga; Chính phủ Pháp, Đức, Ý và Nhật Bản đã đưa ra các tuyên bố riêng lẻ cùng với EU.

### Israel
Vào năm 2014, SWIFT đã từ chối lời kêu gọi từ các nhà hoạt động ủng hộ người Palestine nhằm thu hồi quyền truy cập của các ngân hàng Israel vào mạng của họ.

## Đối thủ cạnh tranh
Các giải pháp thay thế cho hệ thống SWIFT bao gồm:
1. CIPS : do Trung Quốc tài trợ , dành cho các giao dịch liên quan đến thương mại nhằm quốc tế hóa việc sử dụng đồng Nhân dân tệ của Trung Quốc . 1280 tổ chức tài chính tại 103 quốc gia và khu vực đã kết nối với hệ thống
2. SFMS : được tài trợ bởi Ấn Độ
3. SPFS: - được tài trợ bởi Nga , chủ yếu bao gồm các ngân hàng Nga
4. INSTEX : được bảo trợ bởi Liên minh Châu Âu , giới hạn trong các giao dịch không phải USD để buôn bán với Iran , phần lớn không được sử dụng và không hiệu quả

## Bảo mật
Năm 2016, một vụ trộm 81 triệu USD từ ngân hàng trung ương Bangladesh thông qua tài khoản của ngân hàng này tại Ngân hàng Dự trữ Liên bang New York đã bị truy tìm do tin tặc xâm nhập phần mềm Alliance Access của SWIFT , theo báo cáo của New York Times . Xã hội thừa nhận đây không phải là nỗ lực đầu tiên và tính bảo mật của hệ thống chuyển giao đang được tiến hành kiểm tra mới cho phù hợp. Ngay sau khi có báo cáo về vụ trộm từ ngân hàng trung ương Bangladesh, một cuộc tấn công thứ hai, rõ ràng là có liên quan, đã xảy ra vào một ngân hàng thương mại ở Việt Nam. 
Cả hai cuộc tấn công đều liên quan đến phần mềm độc hại được viết để đưa ra các tin nhắn SWIFT trái phép và để che giấu rằng các tin nhắn đã được gửi đi. Sau khi phần mềm độc hại gửi các tin nhắn SWIFT lấy cắp tiền, nó sẽ xóa bản ghi cơ sở dữ liệu về các lần chuyển tiền, sau đó thực hiện các bước tiếp theo để ngăn các tin nhắn xác nhận tiết lộ hành vi trộm cắp. Trong trường hợp của Bangladesh, các thông báo xác nhận sẽ xuất hiện trên một báo cáo giấy; phần mềm độc hại đã thay đổi báo cáo giấy khi chúng được gửi đến máy in. Trong trường hợp thứ hai, ngân hàng đã sử dụng báo cáo PDF; phần mềm độc hại đã thay đổi trình xem PDF để ẩn việc chuyển. 
Vào tháng 5 năm 2016, Banco del Austro (BDA) ở Ecuador đã kiện Wells Fargo sau khi Wells Fargo tôn vinh 12 triệu đô la trong các yêu cầu chuyển tiền đã được đặt bởi những tên trộm.Trong trường hợp này, những tên trộm đã gửi các tin nhắn SWIFT giống với các yêu cầu chuyển tiền đã bị hủy gần đây từ BDA, với số lượng thay đổi một chút; các báo cáo không nêu chi tiết làm thế nào những kẻ trộm đã có được quyền truy cập để gửi các tin nhắn SWIFT. BDA khẳng định rằng Wells Fargo lẽ ra đã phát hiện ra các tin nhắn SWIFT đáng ngờ, được đặt ngoài giờ làm việc bình thường của BDA và có kích thước bất thường. Wells Fargo tuyên bố rằng BDA phải chịu trách nhiệm về việc mất mát, vì những tên trộm đã truy cập vào thông tin đăng nhập SWIFT hợp pháp của một nhân viên BDA và gửi các tin nhắn SWIFT đã được xác thực đầy đủ.
Trong nửa đầu năm 2016, một ngân hàng Ukraine ẩn danh và những ngân hàng khác - thậm chí "hàng chục" ngân hàng không được công khai - đã được báo cáo là đã bị "xâm nhập" thông qua mạng SWIFT và bị mất tiền.
Vào tháng 3 năm 2022, tờ báo Thụy Sĩ Neue Zürcher Zeitung đã đưa tin về các biện pháp phòng ngừa an ninh được tăng cường bởi Cảnh sát Bang Thurgau tại trung tâm dữ liệu SWIFT ở Diessenhofen . Sau khi hầu hết các ngân hàng Nga bị loại khỏi hệ thống thanh toán tư nhân, nguy cơ phá hoại được coi là cao hơn. Cư dân của thị trấn mô tả khu phức hợp rộng lớn như một "pháo đài" hoặc "nhà tù", nơi thường xuyên kiểm tra an ninh đối với tài sản có hàng rào.